# Pomposa
Pomposa is een geslacht van Phasmatodea uit de familie Diapheromeridae. De wetenschappelijke naam van dit geslacht is voor het eerst geldig gepubliceerd in 1908 door Redtenbacher.

## Soorten
Het geslacht Pomposa is monotypisch en omvat slechts de volgende soort:
- Pomposa moesta Redtenbacher, 1908